# Naoki Hane
Naoki Hane (羽根 直樹?, Hane Naoki; Mie, 14 agosto 1976) è un giocatore di go giapponese.

## Biografia
Figlio del giocatore professionista Yasumasa Hane (9° dan e vincitore dell'Ōza nel 1990), Naoki ha studiato col padre diventando professionista nel 1991. Scalò rapidamente la graduatoria, già l'anno seguente era 4º dan. Nel 2002 raggiunse il grado massimo di 9° dan in appena 11 anni da professionista, secondo giocatore più veloce della storia a riuscirci.
A partire dai primi anni 2000 si è rivelato uno dei giocatori più forti del panorama goistico, aggiudicandosi almeno due volte quattro dei sette titoli principali del circuito giapponese (Kisei, Hon'inbō, Tengen e Gosei) ed è stato finalista dell'Ōza nel 2011. Nel 2019 ha vinto il Gosei sconfiggendo il detentore Kagen Kyo; l'anno successivo ha perso il titolo contro Ryo Ichiriki.
A livello internazionale il suo palmares è meno ricco, si è aggiudicato un Tengen Cina-Giappone ed è stato finalista della Chunlan Cup nel 2003.

## Titoli
| Nazionali              | Nazionali                            | Nazionali            |
| Tornei                 | Vittorie                             | Finalista            |
| ---------------------- | ------------------------------------ | -------------------- |
| Kisei                  | 2 (2004, 2005)                       | 1 (2006)             |
| Honinbo                | 2 (2008, 2009)                       | 2 (2010, 2011)       |
| Tengen                 | 3 (2001–2003)                        | 1 (2004)             |
| Ōza                    |                                      | 1 (2011)             |
| Gosei                  | 2 (2011, 2019)                       | 2 (2012, 2020)       |
| Agon Cup               | 2 (2004, 2009)                       | 1 (2006)             |
| Ryusei                 |                                      | 1 (2003)             |
| NHK Cup                | 1 (2006)                             | 2 (2002, 2012)       |
| Shinjin-O              |                                      | 2 (1999, 2000)       |
| NEC Cup                | 1 (2009)                             | 1 (2010)             |
| Okan                   | 8 (1999, 2002–2004, 2007–2009, 2011) | 3 (2000, 2005, 2010) |
| Chikurin               | 1 (2001)                             |                      |
| Kakusei                |                                      | 1 (2003)             |
| NEC Shun-Ei            |                                      | 1 (2000)             |
| Shin-Ei                | 1 (1996)                             |                      |
| Chikurin               | 1 (2001)                             |                      |
| Totale                 | 24                                   | 19                   |
| Continentali           |                                      |                      |
| Tengen Cina-Giappone   | 1 (2002)                             |                      |
| Agon Cup Cina-Giappone |                                      | 2 (2004, 2009)       |
| Totale                 | 1                                    | 2                    |
| Internazionali         |                                      |                      |
| Chunlan Cup            |                                      | 1 (2003)             |
| Totale                 | 0                                    | 1                    |
| Totale in carriera     |                                      |                      |
| Totale                 | 24                                   | 22                   |

## Riconoscimenti
- Premio al miglior giocatore giovane: 1995
- Maggior numero di vittorie in un anno: 48 (1996), 50 (1997), 68 (2001)
- Maggior numero di vittorie consecutive: 19 (1999)
- Premio al miglior giocatore: 2001, 2003
- Maggior numero di partite giocate; 88 (2001)
- Premio Hidetoshi: 2001[1]